# Orovnik
Orovnik (en macédonien Оровник) est un village du sud-ouest de la Macédoine du Nord, situé dans la municipalité de Debartsa. Le village comptait 440 habitants en 2002.

## Démographie
Lors du recensement de 2002, le village comptait :
- Macédoniens : 329
- Serbes : 1